# Ommatius longiforceps
Ommatius longiforceps là một loài ruồi trong họ Asilidae. Ommatius longiforceps được Bromley miêu tả năm 1942. Loài này phân bố ở vùng nhiệt đới châu Phi.